# Seerose (Bootsklasse)
Die Seerose ist eine klassische Jollenklasse, die in den 1950er Jahren am Dümmer entstanden ist.
Im Prinzip ist die Seerose ein 15 m² großer P-Jollenkreuzer ohne Kajütaufbau. Dadurch ist die Seerose eine relativ leichte und schnelle Jolle, die bequem mit fünf Personen gesegelt werden kann. Gebaut wird die Seerose sowohl in Vollholz (Eichenspanten, Mahagoni) als auch aus formverleimtem Sperrholz oder glasfaserverstärktem Kunststoff (GFK) mit Holzdeck. Die Seerosen aus den typischen Vollholzepoche (1950er und 1960er Jahre) wiesen eine Breite üA von 2,25 m auf. Die Bootswerft Fricke & Dannhus am Dümmer fertigt diese klassische Jollenklasse bis heute.